# Tsegay Kebede
Tsegay (ook: Tsegaye) Kebede Wordofa (15 januari 1987) is een Ethiopische marathonloper en bronzenmedaillewinnaar bij de Olympische Spelen in Peking. In totaal won hij meer dan 1,5 miljoen dollar aan prijzengeld.

## Biografie

### Jeugd
Kebede is de vijfde van dertien kinderen. Hij groeide op in Gerar Ber, een dorp 25 kilometer ten noorden van Addis Ababa. In zijn jeugd was hij herder en verkocht hij sprokkelhout. Op 8-jarige leeftijd begon hij met hardlopen. 

### Senioren
In 2006 werd Kebede ontdekt door trainer en manager Getaneh Tessema. Tijdens een testloop werd hij alleen verslagen door Deriba Merga.
Hij maakte grote vorderingen en een jaar later kwam hij voor het eerst uit bij internationale wedstrijden. In 2007 debuteerde hij op de marathon door achtste te worden op de marathon van Amsterdam in 2:08.16.
Zijn beste prestatie is het winnen van een bronzen medaille op de Olympische Spelen van 2008 in Peking. Bij deze wedstrijd versloeg Tsegay Kebede in de laatste 400 meter zijn landgenoot Deriba Merga. Eerder dat jaar won hij de marathon van Parijs in 2:06.40 en hij sloot het jaar af met een overwinning en persoonlijk record op de marathon van Fukuoka in 2:06.10.
Hoezeer Kebede een aanwinst is voor de marathon bewees hij het jaar erna. Tijdens de marathon van Londen in april 2009 finishte hij slechts tien seconden achter olympisch kampioen Samuel Wanjiru, die met 2:05.10 een parcoursrecord liep. De tijd van Kebede, 2:05.20, betekende niet alleen een persoonlijk record, hij veroverde er ook een plaats mee bij de top tien van de wereld. Achter Haile Gebrselassie, die op dat moment deze ranglijst aanvoerde, werd hij de tweede snelste Ethiopiër ooit. In augustus werd Kebede vervolgens derde op de marathon tijdens de wereldkampioenschappen in Berlijn. De Kenianen beheersten er de wedstrijd, met Abel Kirui aan het hoofd in 2:06.54, gevolgd door Emmanuel Mutai als goede tweede in 2:07.48. Kebede was met zijn derde plaats in 2:08.35 'best of the rest'.
Uiteindelijk sloot hij het jaar op 6 december af met een prolongatie van zijn zege van een jaar eerder in Fukuoka. Ditmaal deed hij er 2:05.18 over, een parcoursrecord in de Japanse stad, maar ook weer een lichte verbetering van zijn PR-prestatie in Londen. De talentvolle Ethiopiër had in acht maanden tijd drie marathons gelopen met een gemiddelde tijd van 2:06.24 en dat had binnen één kalenderjaar nog niemand vóór hem gepresteerd.
In 2018 liep Kebede in Valencia (2:05.21) voor de elfde keer een marathon binnen de 2:07 uur, wat in de geschiedenis niet eerder is voorgekomen. Ook heeft hij het record voor het hoogste aantal voltooide marathons onder de 2:10 uur op zijn naam staan, namelijk 19 keer.

## Persoonlijk records
| Onderdeel      | Prestatie | Datum             | Plaats         |
| -------------- | --------- | ----------------- | -------------- |
| 10 km          | 27.56     | 20 mei 2012       | Manchester     |
| 20 km          | 58.44     | 28 september 2014 | Berlijn        |
| halve marathon | 59.35     | 8 februari 2008   | Ras al-Khaimah |
| 25 km          | 1:14.28   | 10 oktober 2010   | Chicago        |
| 30 km          | 1:28.08   | 21 april 2013     | Londen         |
| marathon       | 2:04.38   | 7 oktober 2012    | Chicago        |

## Palmares

### 10.000 m
- 2015:  Tel Aviv - 28.04,57
- 2015:  Tel Aviv - 28.10,03

### 10 km
- 2007: 4e Stadsloop Appingedam - 28.33
- 2007:  Wiezo in Wierden - 28.51
- 2007:  Great Ethiopian Run - 29.06,5
- 2008:  Sunfeast World in Bangalore - 28.10
- 2012:  Great Manchester Run - 27.56
- 2013:  Sint Bavoloop in Rijsbergen - 28.58

### halve marathon
- 2008:  halve marathon van Ras al-Khaimah - 59.35
- 2008: 4e halve marathon van Abu Dhabi - 1:01.45
- 2009:  halve marathon van Lagos - 1:08.52

### marathon
- 2007:  marathon van Addis Ababa - 2:15.53
- 2007: 8e marathon van Amsterdam - 2:08.16
- 2008:  marathon van Parijs - 2:06.40
- 2008:  OS in Peking - 2:10.00
- 2008:  marathon van Fukuoka - 2:06.10
- 2009:  marathon van Londen - 2:05.20
- 2009:  WK in Berlijn - 2:08.35
- 2009:  marathon van Fukuoka - 2:05.18
- 2010:  marathon van Londen - 2:05.19
- 2010:  marathon van Chicago - 2:06.43
- 2011: 5e marathon van Londen - 2:07.48
- 2011:  New York City Marathon - 2:07.14
- 2012:  marathon van Londen - 2:06.52
- 2012:  Chicago Marathon - 2:04.38
- 2013:  marathon van Londen - 2:06.04
- 2013: 4e WK in Moskou - 2:10.47
- 2013:  New York City Marathon - 2:09.16
- 2014: 9e marathon van Berlijn - 2:10.27
- 2014:  marathon van Londen - 2:06.30
- 2015: 8e marathon van Tokio - 2:07.58
- 2016: 5e marathon van Rotterdam - 2:10.56
- 2017: 8e marathon van Tokio - 2:08.45
- 2018: 5e marathon van Barcelona - 2:09.25
- 2018: 4e marathon van Valencia - 2:05.21